# Девід Роберт Граймс

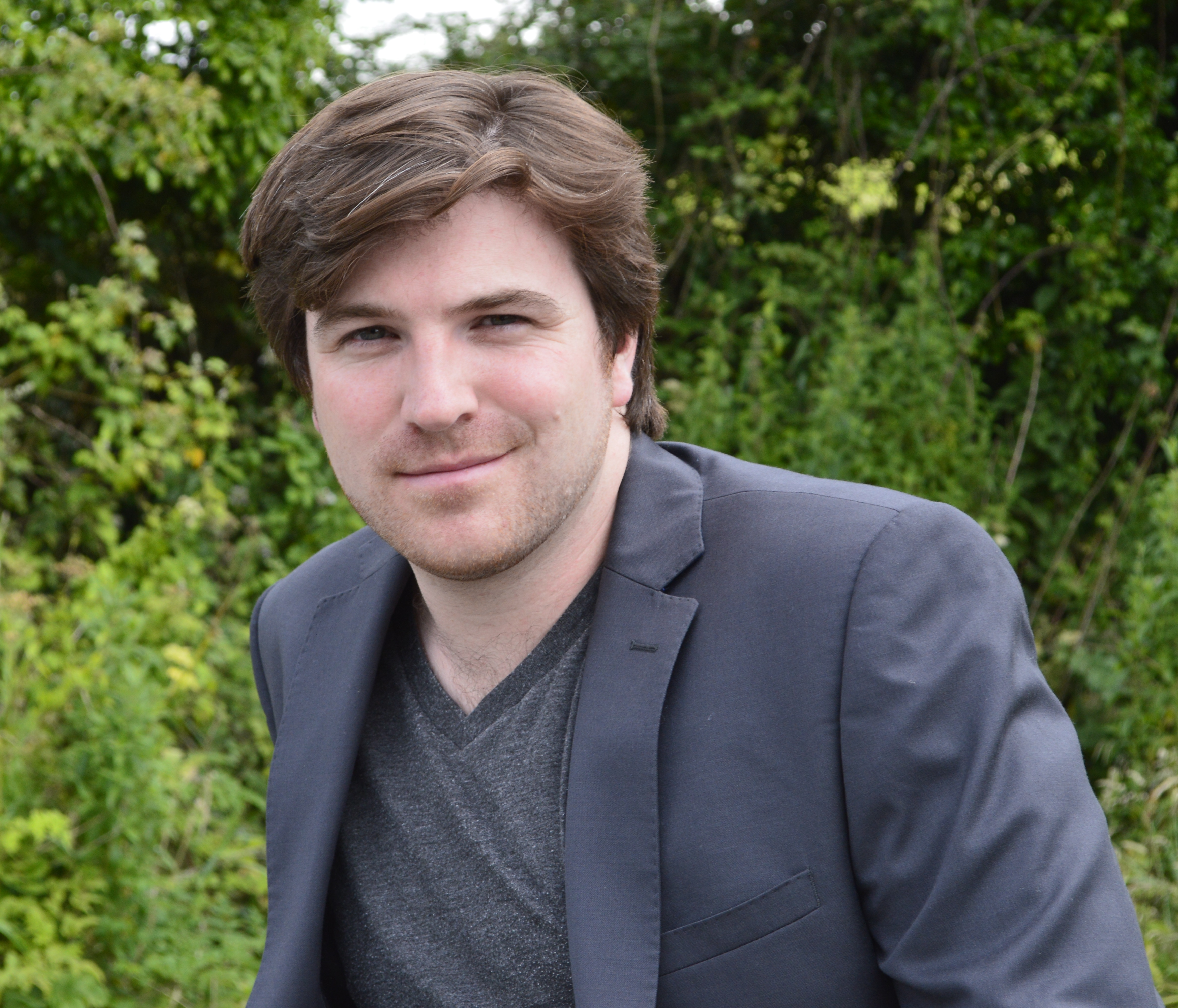
Девід Роберт Граймс, 2018

Девід Роберт Граймс (англ. David Robert Grimes; нар. 1985) — ірландський фізик, дослідник раку та популяризатор науки, який співпрацює з кількома засобами масової інформації з питань науки і суспільства. Його цікавить широке коло наукових питань, і він є активним прихильником підвищення розуміння суспільством науки. Граймс також є лауреатом премії Sense about Science (премія Меддокса) за захист науки перед лицем лих.

## Ранній період життя
Граймс народився в Дубліні, жив у Скеррісі та провів понад десять років у Ер-Ріяді, Саудівська Аравія. Ще студентом, Граймс захоплювався музикою і театром, а також цікавився наукою. Він здобув ступінь бакалавра в галузі прикладної фізики в Міському університеті Дубліна, був у Студентській спілці факультету організатором у галузі науки та охорони здоров'я у 2005—2006 роках, брав участь у діяльності драматичної спільноти університету, який закінчив у 2007 році з медаллю Лаймана з фізики. Потім Граймс здобув у цьому ж університеті докторський ступінь, за фінансування Ірландською радою з досліджень.

## Наукові інтереси
Докторська робота Граймса присвячена фізиці ультрафіолетового випромінювання. Його постдокторська робота в Оксфордському університеті присвячена медичній фізиці і онкології, моделюванню розподілу кисню в пухлині і гіпоксії, взаємодії кисню з випромінюванням і неінвазивній візуалізації. У нього є низка інших дослідницьких інтересів, зокрема критичні статті про гомеопатичні твердження з точки зору фізики і дослідження фізики гри на електрогітарі 2014 року широко висвітлене в світових ЗМІ.
2016 року він опублікував роботу, також широко освітлювану у всьому світі, з аналізу загальноприйнятих наукових тверджень про змову з використанням розподілу Пуассона, якою передбачалося, що такі масові змови швидко зруйнуються.

## Наукова пропаганда
Граймс найбільш відомий завдяки науковій журналістиці і пропаганді, а також як автор багатьох публікацій, зокрема в Irish Times, The Guardian, BBC та інших виданнях. Його роботи присвячені аспектам науки і суспільства, а також розвінчуванню псевдонауки на суперечливі теми, такі як вакцинація, зміна клімату, контроль над зброєю, ядерна енергетика, система охорони здоров'я та наукові помилки.
Граймс виступає за секуляризм у ірландській системі освіти. Він розкритикував ірландських релігійних консерваторів за те, що вони спотворили результати досліджень про аборти і одностатеві шлюби в політичних цілях, визнавши, що, хоча вони і мають право на етичні побоювання, їх політика… «спотворення досліджень… для підтримки релігійних поглядів — це прозоро цинічна практика». Це викликало сильну реакцію з боку членів Інституту Іони.

### Кампанії щодо фториду та канабісу
Граймс критикував антифторидні кампанії, зокрема законопроєкт Шинн Фейн 2013 року «Про заборону фтору у воді». Ця позиція зробила його мішенню теоретиків змови, і спричинила кампанію, щоб його зняли з посади в університеті. Законопроєкт врешті відхилили.
Граймс також публічно критикував кампанію «Люди перед прибутком» за медичний канабіс, особливо за заяви представників цієї кампанії про універсальність. Він особливо критикував сумнівні твердження, що зв'язують канабіс із ліками проти раку й аутизму, говорячи, що ці позиції не підтверджуються даними і можуть піддавати пацієнтів ризику.

### Критика антивакцинного руху і псевдо-збалансованості
Граймс особливо відкрито висловлювався проти руху антивакцинаторів, зосередившись на твердженнях груп щодо вакцин проти ВПЛ, аргументи яких, за словами Граймса, складаються з «анекдотів, емоційних закликів і легко спростовних тверджень», вважаючи, що «життя незліченних молодих чоловіків і жінок розраховують на те, що ми керуємося доказами, а не риторикою». 2016 року, після суперечки навколо фільму Vaxxed, Граймс включився на ірландському радіо в дебати з колишнім лікарем Ендрю Вейкфілдом. Пізніше Граймс писав про своє небажання брати участь у дебатах і про те, що надання Вейкфілду будь-якої платформи є ознакою псевдо-збалансованості. Він був вкрай критично налаштований стосовно рішення університету Ріджентса прийняти Вейкфілда, пояснивши, що «Вейкфілд — давно викритий торговець страхом».
Граймс був також частиною подальшої успішної кампанії, за показ фільму в Лондоні та в Європейському парламенті. У відповідь він викликав гнів противників вакцин і теоретиків змови, зокрема Альянсу за природне здоров'я, які назвали його «скептичним лицарем» разом з Браяном Коксом і Саймоном Сінгхом.

### Пропаганда доказової медицини
Граймс звернув увагу на те, що шарлатани часто зловживають довірою вразливих людей, особливо аутистів і хворих на рак. Так само він висловлювався про краудфандинг для сумнівних медичних станів і клінік, таких як клініка Буржинського в Техасі, США, емоційно заявляючи, що "… збір грошей з таких причин не допомагає стражденним ні на йоту — він приносить користь тільки тим, хто вселяє хибну надію за великі гроші.
Граймс докладно писав про сумнівні методи лікування таких станів, як електромагнітна гіперчутливість, яка, як свідчать дані, є психологічним, а не фізіологічним захворюванням, критикуючи клініки, які стверджують, що пропонують ліки проти хвороби. Граймс був особливо критично налаштований стосовно гомеопатії, як в академічній роботі, так і в популярній пресі, що спричинило гнівну реакцію гомеопатів.

### Суспільне розуміння науки
Граймс заявляє, що основною проблемою в спілкуванні про науку є не просто інформаційний дефіцит, а скоріше ідеологічна упередженість, і що мотивоване міркування є життєво важливим фактором, який необхідно визнати. Щоб підтримати це твердження, він вказує на докази того, що політичні погляди впливають на те, чи приймає хтось науковий консенсус щодо зміни клімату. Точно так само він стверджував, як у популярних засобах масової інформації, так і в наукових колах, що прийняття ядерної енергії, контроль над зброєю і вакцинація зазнають сильного впливу ідеологічних переконань. Граймс стверджує, що подолання наших прихованих упереджень і краще розуміння наукового методу поліпшить процес прийняття рішень і принесе користь як суспільству, так і окремим людям.

## Нагороди та відзнаки
На знак визнання його зусиль, спрямованих на представлення науки, попри ворожість, Граймс став спільним лауреатом премії «Сенс про науку/природа» від Меддокса 2014 року за те, що він захищав науку перед обличчям противника і високо оцінений компанією Cancer Research UK за те, що він був «… чудовим послом ЗМІ для CRUK, і за його зусилля, щоб розвіяти помилки в науці і медицині». 2015 року його також вміщено на стіну випускників Дублінського міського університету за його дослідницьку та просвітницьку роботу.